# أرتور هيريرا
أرتور هيريرا (بالإسبانية: Arturo Herrera) هو نحات ورسام فنزويلي، ولد في 1959 في كاراكاس في فنزويلا.